# قشلاق حاجی سیاب
قشلاق حاجی سیاب یک روستا در ایران است که در استان اردبیل واقع شده‌است. قشلاق حاجی سیاب ۱۷ نفر جمعیت دارد.